# C/1927 X1 (Skjellerup-Maristany)
La comète Skjellerup-Maristany, officiellement nommée C/1927 X1, 1927 IX, et 1927k, est une comète devenue très brillante en 1927. Cette grande comète a pu être observée à l’œil nu pendant environ 32 jours. Elle a été découverte distinctement par les astronomes amateurs John Francis Skjellerup en Australie le 28 novembre 1927, et Edmundo Maristany en Argentine le 6 décembre 1927. Elle est notable pour son apparence jaune intense, causée par l’émission d'atomes de sodium.
Les 15 et 16 décembre 1927, l'effet de contrejour permettait d'observer la comète en plein jour si l'observateur cachait le Soleil. C/1927 X1 est passée à seulement 1,4° du Soleil le 15 décembre 1927